# راینهارد ماگر
راینهارد ماگر (انگلیسی: Reinhard Mager؛ زادهٔ ۲ مهٔ ۱۹۵۳) بازیکن فوتبال اهل آلمان است.
از باشگاه‌هایی که در آن بازی کرده‌است می‌توان به باشگاه فوتبال هرتابرلین، باشگاه فوتبال بلاو-وایس ۹۰ برلین، و باشگاه فوتبال بوخوم اشاره کرد.